# Ordenar el bien y prohibir el mal
Ordenar el bien y prohibir el mal (en árabe: الامر بالمعروف والنهي عن المنكر‎, romanizado: Amr bil Ma'ruf, Nahi an il-Munkar) es uno de los principios islámicos. Según la escuela chií del islam, ordenar el bien y prohibir el mal es uno de los preceptos secundarios de la religión.
Ordenar el bien significa, recomendar o aconsejar por parte de unos musulmanes a otros la realización de actos buenos. Prohibir el mal significa, recomendar o aconsejar no cometer actos que Dios ha prohibido.
Según la religión todos los actos obligatorios (Wayib) y recomendables (Mustahab) son considerados como beneficiosos (Ma'ruf) y todos actos ilícitos (Haram) y desaconsejables (Makruh) son considerados rechazables (Munkar).
Ordenar el bien y prohibir el mal es considerado wayib kifaí (obligatorio para todos los miembros de la comunidad musulmana en tanto alguno de sus integrantes atienda esa obligación, tras lo cual ya no será obligatorio para el resto).

## Significado
Ordenar el bien (Amr bil-ma’ruf), consiste en orientar y advertir a la gente para que mantenga una conducta correcta que conduzca a la prosperidad tanto individual como social. 
Prohibir el mal (Nahi anil-munkar), consiste en reprobar la realización de malas acciones por parte de la gente o evitar que las cometan. Ordenar o aconsejar la no comisión de acciones prohibidas por Dios.

## Condiciones
Ordenar el bien y prohibir el mal es una obligación wayib kifaí (obligatoria para todos los miembros de la comunidad musulmana en tanto alguno de sus integrantes atienda esa obligación), y tiene unas condiciones:
1. Quien ordena el bien y prohíbe el mal debe ser conocedor del significado profundo de estas acciones.
2. Debe sopesarse el efecto que tendrá el ordenar el bien y prohibir el mal.
3. Ordenar el bien y prohibir el mal debe ser dirigido a las personas que repetidamente cometen malas acciones o dejan de practicar las obligatorias.
4. No hay ningún mal para quien ordena el bien y prohíbe el mal.
5. Quien comete el mal, debe ser conocedor de que su acción se encuentra entre las prohibidas por Dios.[1]

## Niveles
Para ordenar el bien y prohibir el mal hay diferentes niveles de actuación, de manera que si por un nivel inferior se logra el propósito no es necesario acceder al nivel siguiente. Estos niveles para ordenar el bien y prohibir son tres:
1. Retirar la palabra o comportarse con clara frialdad con quien ha cometido pecado y o malas acciones, o ha dejado de practicar el bien o los actos que son obligatorios de tal manera que se llegue a considerar que se sitúa fuera de los límites establecidos por Dios, de manera que tal persona se dé cuenta de su error.
2. Ordenar y prohibir mediante la lengua, mediante la palabra. Por ejemplo ordenando la realización de alguna acción obligatoria a quien ha dejado de practicarla, o recriminar a quien comete pecado.
3. Usar la fuerza y la autoridad para impedir la comisión de pecados y las malas acciones, y para instaurar las acciones obligatorias.[3]

## Metodología
1. Quien quiera ordenar el bien y prohibir mal debe ser actuar como un médico compasivo o como un padre amable.
2. Quien quiera ordenar el bien y prohibir mal debe hacerlo solo Dios y buscando la complacencia de Dios.
3. Quien quiera ordenar el bien y prohibir mal no debe pensar que él mismo está a salvo del error, ni tampoco pensar que quienes han caído en el error son personas desahuciadas.[3]

## En el Corán
- Y surja de vosotros una comunidad que invite al bien, ordene hacer lo que es correcto y prohíba hacer el mal y ellos serán los triunfadores. Aal-e-Imran (104)
- Sois la mejor comunidad que se ha creado para los seres humanos. Ordenáis el bien, prohibís el mal y creéis en Dios. Aal-e-Imran(110)
- Creen en Dios y en el Último Día y ordenan lo que está bien y prohíben el mal. Compiten con premura en [la realización de] buenas acciones y son de los justos. Aal-e-Imran(114)

## En las narraciones
- El profeta del Islam, Mahoma:

Si mi comunidad se vuelve indiferente al hecho de ordenar lo bueno y prohibir lo malo, que sepa que se ha puesto en guerra contra Dios, Elevado Sea. 
- Ali ibn Abi Talib:

Ordenad lo bueno y prohibid lo execrable, y sabed que ordenar lo bueno y prohibir lo execrable, jamás apresuran la muerte ni cortan el sustento.